# 보스토크 기지

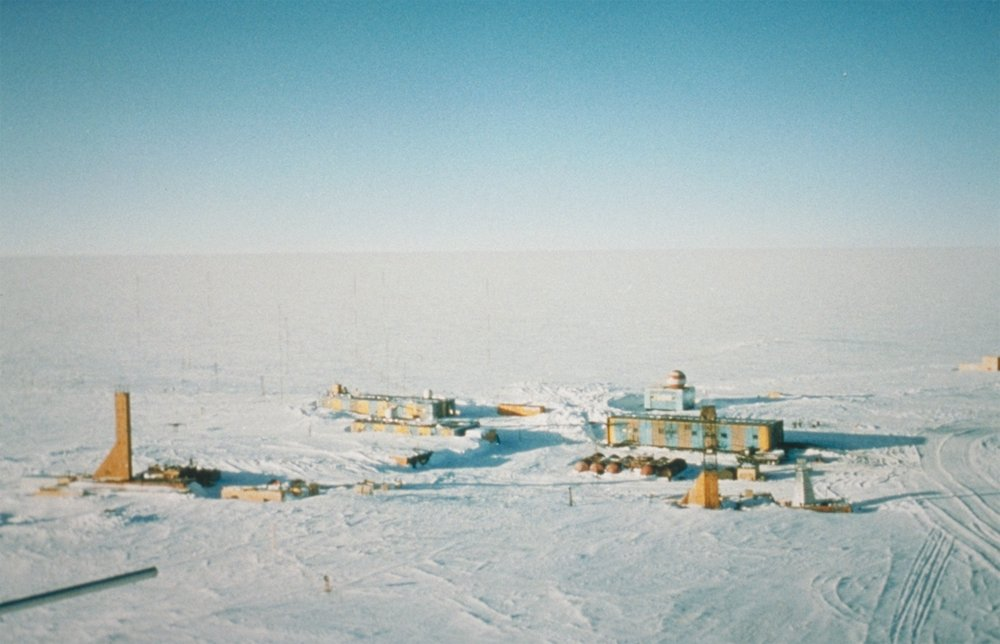
기지의 전경

보스토크 기지(러시아어: Станция Восток, 영어: Vostok Station)는 러시아의 남극관측기지이다. 남위 78도 28분, 동경 106도 52분에 위치해 있으며, 해발고도 3488m 지점에 있다. 1957년에 기지가 세워졌다. 1983년 7월 21일, 지구에서 관측된 최저 기온인 -89.2 °C를 기록한 것으로 알려져 있다.

## 개요
보스토크(Восток)라는 명칭은 러시아어로 ‘동쪽’을 의미하는데, 러시아의 남극 탐험가인 파비안 고틀리프 폰 벨링스하우젠의 배였던 Восток(보스토크, Vostok)에서 이름을 따 명명되었다. 기지는 남극점보다 약 1730km 떨어진 곳으로, 오스트레일리아 영유권 주장 지역에 위치해 있다. 그러나 남극 조약에 따라 오스트레일리아는 영유권을 행사하고 있지 않다. 기지는 남극의 자남극과 도달불능극 근처에 위치하여 지구의 자기권 관측에 최적의 장소로 쓰인다. 그 밖에 항공 날씨와 일조 측정, 지구물리학, 의학, 기후 연구 등도 함께 기지에서 진행되고 있다.

## 역사
보스토크 기지는 제2차 소련 남극관측대가 국제지구관측년인 1957년 12월 16일에 설립하여 운영되었다. 기지는 1994년에 일시적으로 폐쇄되었는데, 현재 기지는 러시아와 미국, 프랑스의 과학자들이 공동으로 운영하고 있다. 1996년 러시아와 영국의 과학자들은 기지 바로 아래에서 세계 최대의 빙결 호수인 보스토크 호수를 발견하였다. 보스토크 호수는 남극의 방상 표면 아래 약 4000m에 위치한 14,000km2의 호수이다.

## 기후
| 보스토크 기지 (1958년 ~ 2010년)의 기후 | 보스토크 기지 (1958년 ~ 2010년)의 기후 | 보스토크 기지 (1958년 ~ 2010년)의 기후 | 보스토크 기지 (1958년 ~ 2010년)의 기후 | 보스토크 기지 (1958년 ~ 2010년)의 기후 | 보스토크 기지 (1958년 ~ 2010년)의 기후 | 보스토크 기지 (1958년 ~ 2010년)의 기후 | 보스토크 기지 (1958년 ~ 2010년)의 기후 | 보스토크 기지 (1958년 ~ 2010년)의 기후 | 보스토크 기지 (1958년 ~ 2010년)의 기후 | 보스토크 기지 (1958년 ~ 2010년)의 기후 | 보스토크 기지 (1958년 ~ 2010년)의 기후 | 보스토크 기지 (1958년 ~ 2010년)의 기후 | 보스토크 기지 (1958년 ~ 2010년)의 기후 |
| 월                                     | 1월                                    | 2월                                    | 3월                                    | 4월                                    | 5월                                    | 6월                                    | 7월                                    | 8월                                    | 9월                                    | 10월                                   | 11월                                   | 12월                                   | 연간                                   |
| -------------------------------------- | -------------------------------------- | -------------------------------------- | -------------------------------------- | -------------------------------------- | -------------------------------------- | -------------------------------------- | -------------------------------------- | -------------------------------------- | -------------------------------------- | -------------------------------------- | -------------------------------------- | -------------------------------------- | -------------------------------------- |
| 역대 최고 기온 °C (°F)                 | −12.2 (10.0)                           | −22.9 (−9.2)                           | −35.6 (−32.1)                          | −33.0 (−27.4)                          | −41.6 (−42.9)                          | −40.1 (−40.2)                          | −34.1 (−29.4)                          | −36.1 (−33.0)                          | −38.3 (−36.9)                          | −24.5 (−12.1)                          | −23.9 (−11.0)                          | −14.1 (6.6)                            | −12.2 (10.0)                           |
| 일평균 최고 기온 °C (°F)               | −27.1 (−16.8)                          | −38.6 (−37.5)                          | −52.8 (−63.0)                          | −61.2 (−78.2)                          | −62.0 (−79.6)                          | −60.5 (−76.9)                          | −62.4 (−80.3)                          | −64.0 (−83.2)                          | −61.8 (−79.2)                          | −51.7 (−61.1)                          | −37.3 (−35.1)                          | −27.3 (−17.1)                          | −50.4 (−58.7)                          |
| 일일 평균 기온 °C (°F)                 | −32.1 (−25.8)                          | −44.3 (−47.7)                          | −57.8 (−72.0)                          | −64.8 (−84.6)                          | −65.7 (−86.3)                          | −65.2 (−85.4)                          | −66.7 (−88.1)                          | −68.0 (−90.4)                          | −66.1 (−87.0)                          | −57.2 (−71.0)                          | −42.7 (−44.9)                          | −31.9 (−25.4)                          | −55.2 (−67.4)                          |
| 일평균 최저 기온 °C (°F)               | −37.6 (−35.7)                          | −50.0 (−58.0)                          | −61.7 (−79.1)                          | −67.8 (−90.0)                          | −69.1 (−92.4)                          | −68.8 (−91.8)                          | −70.4 (−94.7)                          | −71.6 (−96.9)                          | −70.3 (−94.5)                          | −63.2 (−81.8)                          | −49.9 (−57.8)                          | −38.1 (−36.6)                          | −59.9 (−75.8)                          |
| 역대 최저 기온 °C (°F)                 | −55.1 (−67.2)                          | −64.0 (−83.2)                          | −75.0 (−103.0)                         | −80.4 (−112.7)                         | −80.6 (−113.1)                         | −83.3 (−117.9)                         | −89.2 (−128.6)                         | −85.4 (−121.7)                         | −85.6 (−122.1)                         | −76.1 (−105.0)                         | −62.6 (−80.7)                          | −48.0 (−54.4)                          | −89.2 (−128.6)                         |
| 평균 강수량 mm (인치)                  | 0.7 (0.03)                             | 0.6 (0.02)                             | 1.9 (0.07)                             | 2.3 (0.09)                             | 2.9 (0.11)                             | 2.5 (0.10)                             | 2.3 (0.09)                             | 2.2 (0.09)                             | 2.3 (0.09)                             | 1.8 (0.07)                             | 0.8 (0.03)                             | 0.5 (0.02)                             | 20.8 (0.82)                            |
| 출처:                                  |                                        |                                        |                                        |                                        |                                        |                                        |                                        |                                        |                                        |                                        |                                        |                                        |                                        |

보스토크 기지는 남반구를 넘어 지구상에서 가장 낮은 기온을 기록한 바 있는 한극이다. 긴 겨울동안 평균 기온은 약 -66 °C, 짧은 여름동안 평균 기온은 약 -32 °C, 평균기온은 -55.3 °C이다. 1983년 7월 21일, 최저기온인 -89.2 °C를 기록하였다.

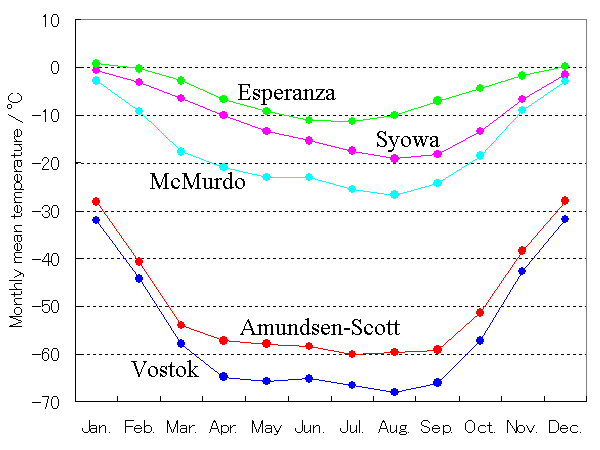
남극관측기지의 월평균 기온 (■에스페란사 기지, ■쇼와기지, ■맥머도 기지, ■아문센-스콧 기지(남극점), ■보스토크 기지)

2013년 기준 10년간 가장 최저기온을 기록한 날은 2005년 8월 8일로, 최고기온 -78.0 °C, 최저기온 -85.4 °C를 기록하였다. 최고기온 기록은 2002년 1월 11일 -12.2 °C를 기록한 것이다. 월평균 기온의 최저기록은 1987년 8월 -75.4 °C이다. 한극인 것 이외에도 기체 분자가 이온화하거나 풍속이 5m/s ~ 27m/s, 높은 고도로 인한 희박한 공기, 공기의 건조도 등으로 인간이 가장 살기 힘든 곳 중의 하나로 손꼽히고 있다.
이러한 여러 악조건들 때문에 최소 1주일에서 2개월 동안 기후 적응을 하는데, 그 사이에 두통, 안경련, 귀 통증, 질식, 코피, 혈압의 급격한 상승, 수면 부족, 식욕 감퇴, 구토, 근육통, 류마티스 관절염이나 3~5kg의 체중 감소를 수반하기도 한다.

## 빙핵 시추

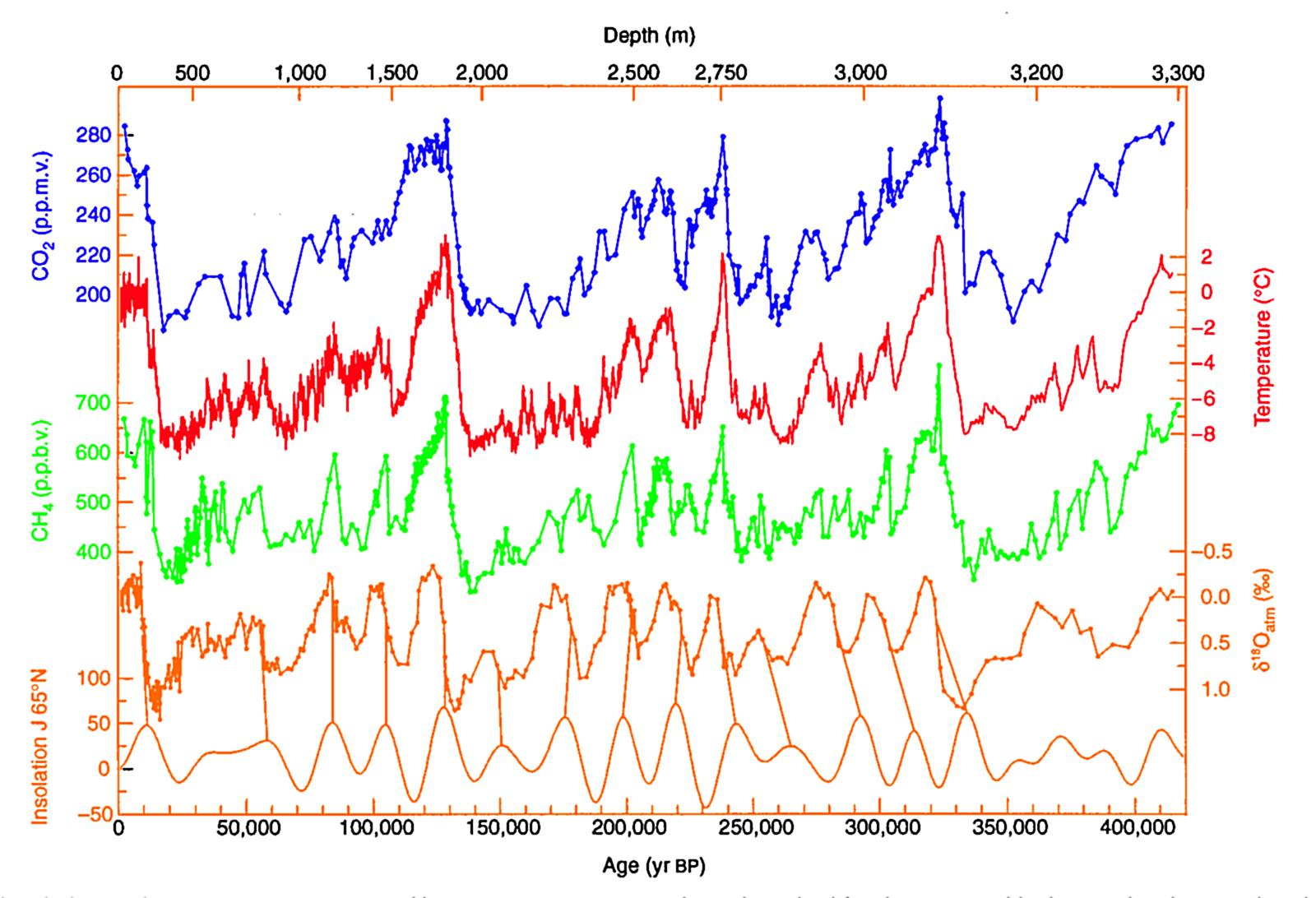
보스토크 빙핵의 데이터(420,000년): 대기 중의 이산화탄소 양, 온도, 대기 중 메탄의 양, 동위원소 비율, 북위 65도의 일사량

1970년대 소련은 500 ~ 952m 깊이에 위치한 빙핵을 시추하였다. 이 빙핵은 산소 동위원소 비율 연구에 사용되어 최종 빙기의 얼음은 약 400m보다 깊은 곳에서 나타난다는 것이 밝혀졌다. 그 후 3개의 구멍이 더 굴착되어 1984년에는 시추구멍 Hole 3G의 경우 2202m 깊이에 도달하였고, 1990에는 Hole 4G가 2546m까지 도달하였다. 1993년, Hole 5G는 2755m에 도달했다. 이후 잠시 휴식기를 가진 뒤, 1995년 굴착이 계속 진행되었다. 1996년에는 보스토크 호수가 오염될 것을 우려하여 남극과학위원회(Scientific Committee on Antarctic Research)의 요청에 따라 3623m에서 굴착이 중단되었다.
이 빙핵은 프랑스와 공동으로 시추한 것으로, 과거 420,000년의 환경조건 기록을 보여주며 과거 4회의 빙하기에 걸쳐 생성된 것이다. 2003년에는 보스토크 호수에서 불과 130m 떨어진 거리의 깊이까지 시추를 하였다. 보스토크 빙핵의 깊이는 3623m까지 이르렀지만 유용한 기후 정보는 더 나오지 않았다. 빙핵의 하부가 보스토크 호수의 물이 얼어 생성된 것이었기 때문으로, 기후 정보를 보유하고 있지 않았다.

## 같이 보기
- 돔 후지 기지